# Пак По Йон
У цьому корейському імені прізвище (Пак) стоїть перед особовим ім'ям.
Пак По Йон (кор. 박보영, 朴寶英, нар. 12 лютого 1990) — південнокорейська акторка. Вона найвідоміша своїми головними ролями в популярних фільмах «Творці скандалів» (2008), «Хлопчик-перевертень» (2012) і «У день твого весілля» (2018), а також у телесеріалах «О, мій привид» (2015), «Сильна жінка То Бон Сун» (2017), «Безодня» (2019) і «Згуба до ваших послуг» (2021).

## Кар'єра

### Початок кар'єри
До свого офіційного акторського дебюту у 2006 році, По Йон, коли навчалася в середній школі, знялася в короткометражному фільмі під назвою «Рівні» 2005 року. Короткометражний фільм здобув нагороду «Реальність з викликами» (현실도전상) на 7-му Сеульському міжнародному молодіжному кінофестивалі (SIYFF 2005). Вона вперше з'явилася на телебаченні з публічною рекламою Korea Hydro & Nuclear Power, коли навчалася в старших класах середньої школи.

### 2006—2010: Дебют, прорив і перерва
По Йон офіційно дебютувала в шкільному телесеріалі «Таємне студентське містечко» 2006 року разом із новачком Лі Мін Хо. Серед відомих проєктів на ранньому етапі її кар'єри — історична епопея «Король і я» та підліткова драма «Риба джунглів» з Кім Су Хьоном, яка отримала нагороду Пібоді та заснована на реальній історії, що зображує тиск, який чиниться на учнів, щоб вони змогли отримати можливість вступити до престижних коледжів і університетів.
По Йон здобула популярність після того, як знялася разом із Чха Тхе Хьоном у комедії «Творці скандалів», яка зібрала 8,3 мільйона глядачів і стала першим за касовими показниками фільмом 2008 року та одним із найбільших хітів корейського кіно. Журнал Variety описав її як «чудову» акторку у ролі сміливої мами-підлітка, а її високо оцінена акторська гра здобула нагороди за найкращу жіночу роль в 2009 році. По Йон також охрестили «молодшою сестрою нації» через її успіх. Потім у 2009 році зіграла головну роль у короткометражному фільмі режисера Лі Хьон Сина, тематичному кіноальманасі про права людини «Якби ви були мною 4».
Однак у 2010 році вона стала залученою в низці судових суперечок зі своїм тодішнім керівним агентством і кінокомпанією, що призвело до того, що акторка загрузнула в судах і не могла працювати протягом наступних кількох років.

### 2011—2014: Повернення на великий екран і успіх у мейнстримі

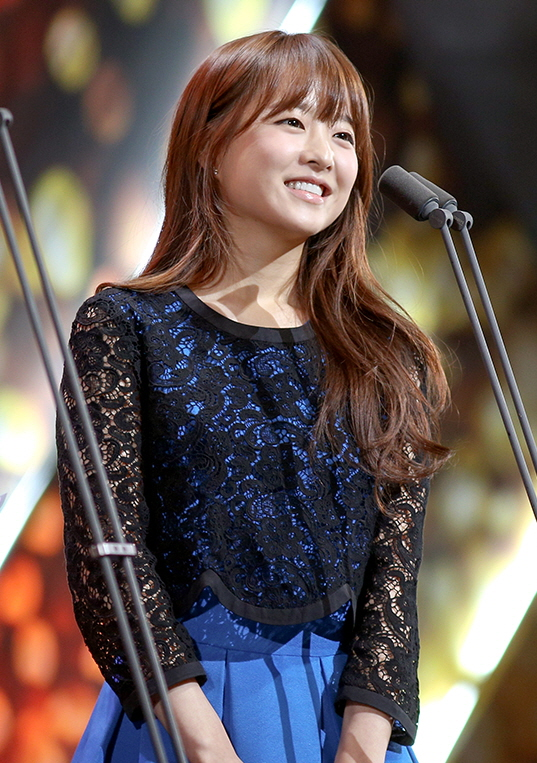
У грудні 2012 року

Після того, як її призначили промо-послом (під назвою «леді PiFan») Міжнародного фестивалю фантастичних фільмів у Пучхоні 2011, По Йон нарешті припинила свою чотирирічну відсутність у центрі уваги, ставши хедлайнером у трилері жахів «Не натискай» 2012 року. Пізніше того ж року вона зіграла разом із Сон Чжун Кі у фантастичному романтичному фільмі «Хлопчик-перевертень», який перевищив 7 мільйонів переглядів і став однією з найуспішніших корейських мелодрам усіх часів. Пісня, яку її героїня співає у фільмі «Мій принц», вийшла цифровим синглом і увійшла в саундтрек до фільму.
У 2013 році По Йон приєдналася до акторського складу «Закон джунглів», документальної реаліті-програми, у якій комік Кім Пьон Ман і кілька знаменитостей досліджують та виживають у пустелі Нової Зеландії.
Відійшовши від своїх попередніх милих, невинних персонажів, По Йон зіграла жорстку, мовчазну лідерку своєї старшокласної банди в «Гаряча молода кров» (2014), підлітковій романтичній комедії, події якої розгортаються у 1980-х роках. Вона, яка народилася в провінції Північний Чхунчхон, сказала, що їй було весело лаятися на південному діалекті, хоча їй було важко освоїти його, оскільки він є сумішшю діалектів Чолла та Чхунчхонський говір.

### 2015—2019: Повернення на телебачення та подальший успіх
У 2015 році вона очолила містичний трилер «Зниклі дівчата», дія якого відбувається в школі-інтернаті для дівчат під час японської окупації Потім зіграла подвійну роль в романтичній комедії «О, мій привид», першому телесеріалі По Йон за сім років. Її зарплата в ₩30 мільйонів (US$27,000) за серію зробила її найвисокооплачуванішою акторкою, яка з'являлася на кабельному каналі tvN. Серіал став комерційним і критичним хітом, а вона здобула нагороду «Найкраща акторка» на 4-й церемонії Премії «Зірок МААТР». Корейська преса також назвала її «королевою романтичної комедії».

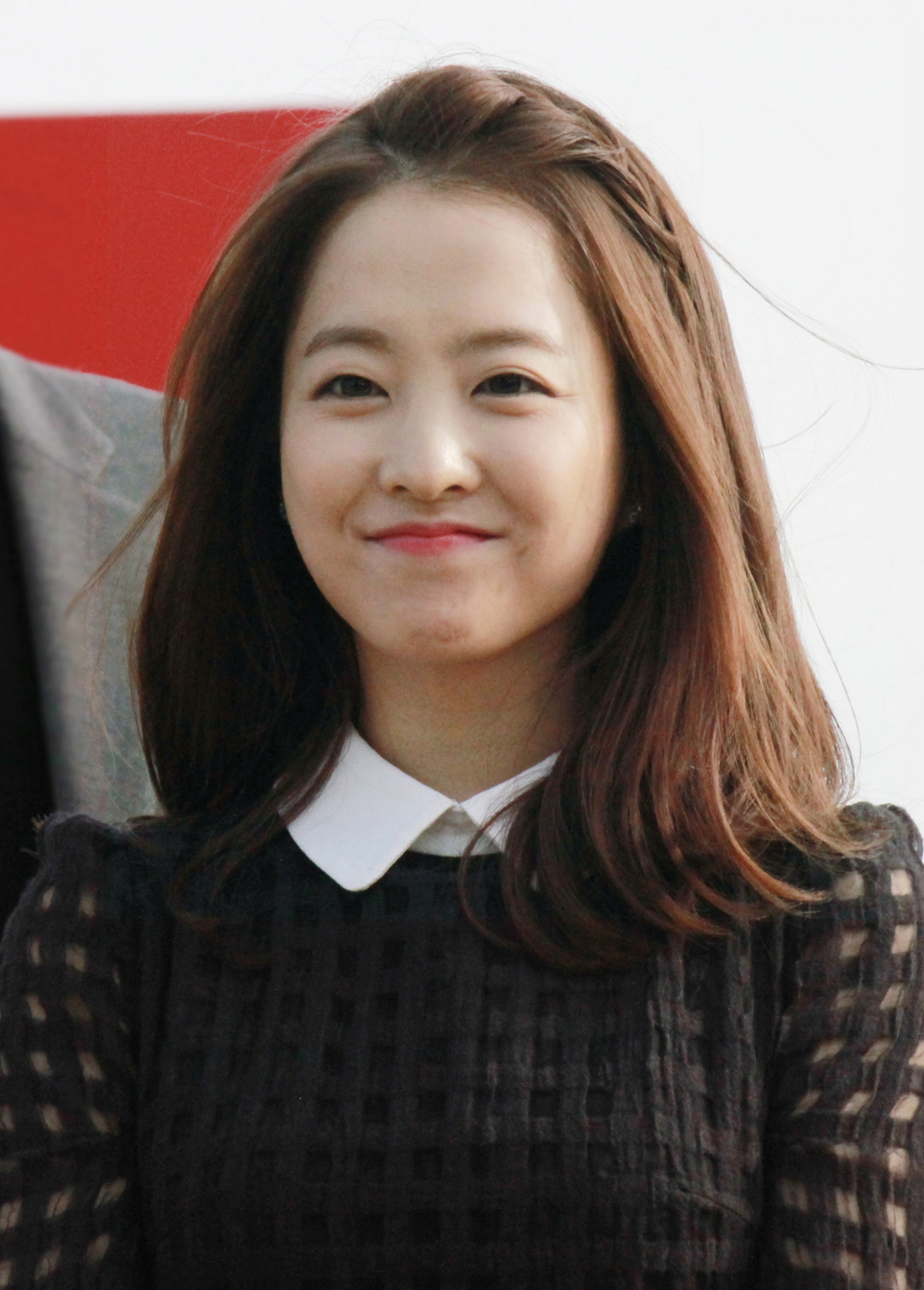
Пак По Йон під час привітання на відкритому повітрі BIFF 3 жовтня 2015 року

Потім По Йон зіграла егоїстичне кохання мутанта в чорній комедії «Колективний винахід» і репортера розважальних новин у комедії «Ти це називаєш пристрастю».
У червні 2016 року її обрали на головну роль у серіалі JTBC «Сильна жінка То Бон Сун», прем'єра якого відбулася в лютому 2017 року, де вона зіграла персонажа з надлюдською силою. Серіал став однією з найпопулярніших корейських драм в історії кабельного телебачення. Завдяки своїй популярності він отримав найвищу цінність бренду від Корейського центру репутації серед корейських телеакторів і найвищий рівень залученості споживачів у лютому та березні 2017 року.
У вересні 2017 року По Йон почала зніматися у романтичному фільму «У день твого весілля», прем'єра якого відбулася в серпні 2018 року. Вона возз'єдналася з Кім Йон Ґван, з яким раніше знімалася у фільмі 2014 року «Гаряча молода кров». Фільм став касовим хітом і отримав позитивні відгуки.
Потім По Йон знялася в серіалі tvN «Безодня», прем'єра якого відбулася в травні 2019 року, де зіграла вродливу прокурорку, яка перетворюється на дівчину зі звичайною зовнішністю після того, як її відроджує таємнича сфера.
У грудні 2019 року вона розлучилася зі своїм агентством Fides Spatium, з яким була десять років. Через два місяці По Йон підписала ексклюзивний контракт з BH Entertainment.

### 2020–дотепер: Останні проєкти
У грудні 2020 року По Йон взяла участь у фантастично-романтичному серіалі «Згуба до ваших послуг» разом із Со Ін Гуком, прем'єра якого відбулася 10 травня 2021 року на tvN. У квітні 2021 року вона також почала зніматися в трилері-катастрофі «Бетонна утопія» режисера Ом Тхе Хва разом із Лі Бьон Хоном і Пак Со Джуном. Він мав вийти в прокат 9 серпня 2023 року.
Вона також зіграє головну роль у майбутньому серіалі Netflix «Щоденна доза сонця».

## Особисте життя
По Йон народилася в Чинпхьон, провінція Північний Чхунчхон. Вона друга з трьох дочок. Її батько 34 роки служив у спецпідрозділі. По Йон закінчила початкову школу Чинпхьон, середню школу для дівчаток Чинпхьон, комерційну середню школу старших класів для дівчат Тесон і Факультет сценічних мистецтв Університету Танґук за спеціальністю «Театр і кіно».
26 квітня 2021 року вона відкрила свій перший обліковий запис у соціальних мережах за 15 років після свого дебюту. Її перший пост в Instagram отримав 165 000 вподобайок протягом 17 годин після публікації.

### Здоров'я
Зв'язки гомілковостопного суглоба По Йон були розірвані під час тренування перед початком знімання серіалу «Сильна жінка То Бон Сун». У квітні 2017 року в лікарні порадили їй носити гіпс, але через те, що проходило знімання серіалу, їй довелося використовувати стрічку для щиколоток і замість цього займатися фізіотерапією. Через два місяці після завершення серіалу їй зробили двадцятихвилинну невелику операцію. 6 вересня її агентство заявило, що акторка перебуває на завершальній стадії реабілітації й почне знімання фільму «У день твого весілля» пізніше того ж місяця.
У листопаді 2019 року По Йон оголосила про тимчасову перерву у кар'єрі, щоб відновитися після травми руки. Їй також зробили операцію з видалення шраму на руці.

## Інші види діяльності

### Філантропія

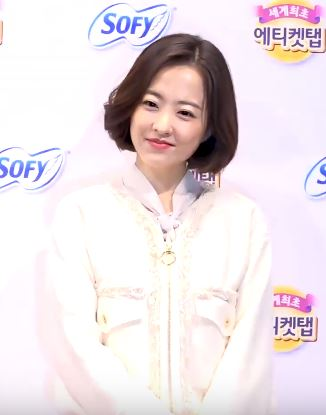
По Йон під час роздачі автографів для кампанії «Share Pad» компанії Sofy Bodyfit у квітні 2019 року.

Пак По Йон брала участь у кількох благодійних акціях; наприклад пожертвування талантів для ChildFund Korea — кампанії «Love, More» дитячого фонду Green Umbrella у 2014 році та проєкту «Sandol Green Umbrella Handwriting» у 2017 році. З 2013 року вона також спонсорувала двох дітей через дитячий фонд Green Umbrella.
По Йон брала участь у кампанії «Share Pad» від бренду гігієнічних прокладок Sofy Bodyfit компанії LG Unicharm, і надавала прокладки дівчатам із малозабезпечених сімей із батьками-одинаками з 2016 по 2019 роки. У травні 2017 та квітні 2019 вона провела заходи з роздачі автографів, щоб передати загалом 1,1 мільйона гігієнічних прокладок Корейській асоціації добробуту жінок у рамках кампанії.
15 квітня 2017 року По Йон провела сесію роздачі автографів в Сеулі на підтримку дитячого будинку в Камбоджі. Сесія була організована Think Nature, косметичним брендом, який вона підтримувала в той час. Усі кошти від заходу були передані на підтримку дітей у Камбоджі.
У лютому 2020 року вона пожертвувала 50 мільйонів вон на допомогу в боротьбі з COVID-19 під час масового спалаху хвороби. У серпні По Йон пожертвувала 20 мільйонів вон на підтримку постраждалих від повені через Асоціацію допомоги постраждалим від стихійних лих Hope Bridge. Вона також була однією зі знаменитостей, які взяли участь у благодійному аукціоні WeAja Flea Market 2020.
У лютому 2021 року вона пожертвувала 30 мільйонів вон некомерційній організації Good Neighbors в честь святкування свого дня народження, щоб забезпечити молодих дівчат із малозабезпечених сімей предметами гігієни. У липні По Йон пожертвувала 100 000 масок для обличчя пожежній частині провінції Північний Кьонсан через Асоціацію допомоги жертвам стихійних лих Hope Bridge.
У лютому 2022 року неурядова організація міжнародного співробітництва щодо розвитку, G-Foundation, оголосила, що По Йон пожертвувала 50 мільйонів вон в честь свого дня народження для фінансування наборів із гігієнічними засобами для молодих дівчат із малозабезпечених сімей. У березні вона пожертвувала 50 мільйонів вон Асоціації допомоги постраждалим від стихійних лих Hope Bridge, щоб допомогти жителям, які постраждали від лісових пожеж у Ульджіні, Кьонбуке, Самчхоку, Каннині, Тонхе та Йонволі. Завдяки своїм пожертвам По Йон у квітні 2022 року стала членом головного донорського клубу «Клуб почесті Hope Bridge» Асоціації допомоги постраждалим від стихійних лих Hope Bridge.
У лютому 2023 року По Йон пожертвувала 30 мільйонів вон через Корейську асоціацію допомоги постраждалим від стихійних лих Hope Bridge для надання допомоги під час землетрусу в Туреччині та Сирії 2023 року.

### Як посол
| Рік  | Організація/захід                                                           | Замітки                         | Прим.         |
| ---- | --------------------------------------------------------------------------- | ------------------------------- | ------------- |
| 2009 | Міністерство стратегій і фінансів, Комісія з проведення лотерей             | Рекламний посол                 | [ 86 ] [ 87 ] |
| 2009 | Хороший завантажувач                                                        | Зірковий прихильник             | [ 88 ]        |
| 2010 | Сеульський саміт G20                                                        | Зірковий прихильник             | [ 89 ]        |
| 2011 | 15-й Міжнародного фестивалю фантастичних фільмів у Пучхоні (PiFan)          | Рекламний посол                 | [ 16 ] [ 90 ] |
| 2012 | Інтернет-газета «Campus Today»                                              | Почесний репортер               | [ 91 ]        |
| 2013 | Всесвітній фестиваль EcoMobility: Сувон                                     | Міжнародний посол               | [ 92 ]        |
| 2013 | Корейське агентство міжнародного співробітництва (KOICA)                    | Посол                           | [ 93 ]        |
| 2014 | Воркшоп CJ CGV Toto у В'єтнамі                                              | Почесний посол                  | [ 94 ]        |
| 2014 | Лікарня Національної поліції Кореї                                          | Почесний посол                  | [ 95 ]        |
| 2015 | Воркшоп CJ CGV Toto в Індонезії                                             | Почесний посол                  | [ 96 ]        |
| 2015 | Інтегрований туристичний путівник «Tour Pass» митної служби Південної Кореї | Посол                           | [ 97 ]        |
| 2020 | 16-й Міжнародний музичний і кінофестиваль у Чечхоні                         | Почесний посол                  | [ 98 ]        |
| 2022 | Повіт Чинпхьон                                                              | Посол зв'язків із громадськістю | [ 99 ]        |

## Дискографія

### Саундтреки
| Рік                                                                           | Назва                              | Пік | Продажі (Завантаження музики) | Альбом                    |
| Рік                                                                           | Назва                              | КОР | Продажі (Завантаження музики) | Альбом                    |
| ----------------------------------------------------------------------------- | ---------------------------------- | --- | ----------------------------- | ------------------------- |
| 2008                                                                          | «자유시대»                         | —   | Н/Д                           | «Scandal Makers OST»      |
| 2012                                                                          | «My Prince» (나의 왕자님)          | 7   | - КОР: 516 043+               | «A Werewolf Boy OST»      |
| 2014                                                                          | «피끓는 청춘»                      | —   | Н/Д                           | «Hot Young Bloods OST»    |
| 2015                                                                          | «Leave» (떠난다)                   | 55  | - KOR: 85 683+                | «Oh My Ghost OST»         |
| 2018                                                                          | «Listen to Me» (내 얘기 좀 들어봐) | —   | Н/Д                           | «On Your Wedding Day OST» |
| «—» позначає пісні, які не потрапили в чарти або не виходили в цьому регіоні. |                                    |     |                               |                           |

### Як запрошена артистка
| Рік  | Назва                                   | Пік | Продажі (Завантаження музики) | Альбом           |
| Рік  | Назва                                   | КОР | Продажі (Завантаження музики) | Альбом           |
| ---- | --------------------------------------- | --- | ----------------------------- | ---------------- |
| 2013 | «It's Over» (Speed разом із Пак По Йон) | 43  | - KOR: 117 607+               | «Superior Speed» |

## Нагороди та номінації
| Церемонія нагородження                             | Рік  | Категорія                                              | Номінація / Робота                           | Результат | Прим.           |
| -------------------------------------------------- | ---- | ------------------------------------------------------ | -------------------------------------------- | --------- | --------------- |
| Премія «Найкраща зірка Андре Кім»                  | 2009 | Нагорода «Жіноча зірка»                                | Пак По Йон                                   | Перемога  | [ 105 ]         |
| Премія «Зірок МААТР»                               | 2015 | Нагорода за майстерність, Найкраща акторка мінісеріалу | «О, мій привид»                              | Перемога  | [ 106 ]         |
| Премія мистецтв Пексан                             | 2009 | Найкращий акторський дебют (жінки, кіно)               | «Творці скандалів»                           | Перемога  | [ 107 ]         |
| Премія мистецтв Пексан                             | 2009 | Нагорода за популярність (жінки, кіно)                 | «Творці скандалів»                           | Перемога  | [ 107 ]         |
| Премія мистецтв Пексан                             | 2017 | Найкраща жіноча роль (телебачення)                     | «Сильна жінка То Бон Сун»                    | Номінація | [ 108 ]         |
| Кінопремія «Блакитний дракон»                      | 2009 | Найкращий акторський дебют (жінки)                     | «Творці скандалів»                           | Перемога  | [ 109 ]         |
| Кінопремія «Блакитний дракон»                      | 2015 | Нагорода «Популярна зірка»                             | «Зниклі дівчата»                             | Перемога  | [ 110 ]         |
| Кінопремія «Блакитний дракон»                      | 2018 | Найкраща жіноча роль                                   | «У день твого весілля»                       | Номінація | [ 111 ]         |
| Кінопремія Буїль                                   | 2009 | Найкращий акторський дебют (жінки)                     | «Творці скандалів»                           | Номінація |                 |
| Премія Cine 21                                     | 2008 | Найкращий акторський дебют (жінки)                     | «Творці скандалів»                           | Перемога  | [ 112 ]         |
| Премія мистецького кіно Чхунса                     | 2009 | Найкращий акторський дебют (жінки)                     | «Творці скандалів»                           | Номінація | [ 113 ]         |
| Режисерська премія                                 | 2009 | Найкращий акторський дебют (жінки)                     | «Творці скандалів»                           | Перемога  | [ 114 ]         |
| Премія «Золотий кінематограф»                      | 2009 | Найкращий акторський дебют (жінки)                     | «Творці скандалів»                           | Перемога  | [ 115 ]         |
| Премія «Великий дзвін»                             | 2009 | Найкращий акторський дебют (жінки)                     | «Творці скандалів»                           | Номінація |                 |
| Премія «Великий дзвін»                             | 2009 | Нагорода за популярність                               | «Творці скандалів»                           | Перемога  | [ 116 ]         |
| Зіркова ікона InStyle                              | 2016 | Накраща акторка                                        | Пак По Йон                                   | Перемога  | [ 117 ]         |
| Премія «День споживача» від КАС                    | 2018 | Найкраща акторка                                       | «У день твого весілля»                       | Перемога  | [ 118 ]         |
| Премія корейської асоціпції рекламодавців          | 2017 | Найкраща модель                                        | Пак По Йон                                   | Перемога  | [ 119 ]         |
| Премія корейської асоціації кінокритиків           | 2009 | Найкращий акторський дебют (жінки)                     | «Творці скандалів»                           | Перемога  | [ 120 ]         |
| Премія корейської культури та розваг               | 2009 | Найкращий акторський дебют (жінки)                     | «Творці скандалів»                           | Перемога  | [ 121 ]         |
| Премія корейської культури та розваг               | 2014 | Нагорода за майстерність, Акторка у фільмі             | «Гаряча молода кров»                         | Перемога  | [ 122 ]         |
| Премія корейських ювелірних виробів                | 2013 | Найкраща леді ювелірних виробів                        | Пак По Йон                                   | Перемога  | [ 123 ]         |
| Премія «Корейська молода зірка»                    | 2009 | Великий приз (Категорія Кіно)                          | «Творці скандалів»                           | Перемога  | [ 124 ]         |
| Корейський світовий кінофестиваль молоді           | 2015 | Найбільш улюблена акторка                              | «Зниклі дівчата»                             | Перемога  | [ 125 ]         |
| Премія корейської популярної культури та мистецтва | 2017 | Подяка Міністерства культури, спорту і туризму         | Пак По Йон                                   | Перемога  | [ 126 ]         |
| Премія Max Movie                                   | 2009 | Найкращий акторський дебют (жінки)                     | «Творці скандалів»                           | Перемога  | [ 127 ]         |
| Премія Mnet «Вибір 20-их»                          | 2013 | 20-ня кінозірка (жінки)                                | «Хлопчик-перевертень»                        | Перемога  | [ 128 ]         |
| Кінофестиваль Пірсон                               | 2012 | Найкраща жіноча роль                                   | «Хлопчик-перевертень»                        | Перемога  | [ 129 ]         |
| Премія SBS драма                                   | 2007 | Найкраща юна акторка                                   | «Король і я»                                 | Перемога  | [ 130 ]         |
| Сеульська міжнародна премія драми                  | 2018 | Найкраща акторка                                       | «Сильна жінка То Бон Сун»                    | Номінація | [ 131 ]         |
| Сеульська міжнародна премія драми                  | 2018 | Видатна корейська акторка                              | «Сильна жінка То Бон Сун»                    | Перемога  | [ 132 ] [ 133 ] |
| Стильна ікона Азії                                 | 2016 | Стильна ікона                                          | Пак По Йон                                   | Перемога  | [ 134 ]         |
| Сеульська премія                                   | 2017 | Найкраща акторка (телебачення)                         | «Сильна жінка То Бон Сун»                    | Перемога  | [ 135 ]         |
| Сеульська премія                                   | 2018 | Найкраща акторка (кіно)                                | «У день твого весілля»                       | Номінація | [ 136 ]         |
| Премія tvN10                                       | 2016 | Найкраща хімія                                         | Пак По Йон із Кім Силь Гі («О, мій привид»)  | Перемога  | [ 137 ]         |
| Премія tvN10                                       | 2016 | Нагорода «Найкращий поцілунок»                         | Пак По Йон with Чо Чон Сок («О, мій привид») | Номінація |                 |
| Премія tvN10                                       | 2016 | Королева романтичної комедії                           | «О, мій привид»                              | Номінація |                 |
| Університетський кінофестиваль Кореї               | 2009 | Найкращий акторський дебют (жінки)                     | «Творці скандалів»                           | Перемога  | [ 138 ]         |
| Премія V Live                                      | 2017 | Особлива нагорода V Live — Особлива подяка V Live      | Пак По Йон                                   | Перемога  | [ 139 ]         |
| Всесвітній день заощаджень                         | 2012 | Подяка від міністра фінансів                           | Пак По Йон                                   | Перемога  | [ 140 ]         |

### Рейтингові списки
| Видавець | Рік  | Список                | Місце | Прим.   |
| -------- | ---- | --------------------- | ----- | ------- |
| Forbes   | 2010 | Korea Power Celebrity | 30-те | [ 141 ] |